# Chen Wei-Chen
Detta är ett kinesiskt namn; familjenamnet är Chen.
Chen Wei-Chen (förenklad kinesiska: 陈威成; traditionell kinesiska: 陳威成; pinyin: Chén Wēichéng), född den 24 maj 1966, är en taiwanesisk före detta basebollspelare som tog silver vid olympiska sommarspelen 1992 i Barcelona.